# Ingaldal, Gangawati
Ingaldal là một làng thuộc tehsil Gangawati, huyện Koppal, bang Karnataka, Ấn Độ.